# Daca (distrito)
Daca (Dhaka) é um distrito localizado na divisão de Daca, em Bangladexe. A capital é a cidade de Daca.